# Ка’а
Ка’а је раноегипатски фараон из Прве династије. Његова је владавина била прилично стабилан и просперитетан временски период. Владао је 33 године, а његова владавина је завршила око 2910. п. н. е.

## Име
Његово име у преводу значи његова је рука дигнута. Највероватније је повезано са египатском речи ка која значи душа. Постоје и друга имена којима се он још називао: Кебех, Кебеху, Кеб, Биекенес, Убиентхес, Вибентис.

## Биогфрафија
Постоје две теорије о Кааовом пореклу - он је био или син Аџиба и Бетрест или син Семерхета (његов је отац Аџиб). Каа је према томе млађи Аџибов син или му је унук. Кад је Каа дошао на власт, спровео је брисање имена свог претходника Семерхета, који је избрисао Анеџибово име. Дакле, Каа је то учинио како би осветио свог деду, или што је вероватније, да освети свог оца тако што је избрисао име свог старијег брата.